# Newport (Minnesota)
Newport è una città degli Stati Uniti d'America, situata in Minnesota, nella Contea di Washington.